# Gentrificación

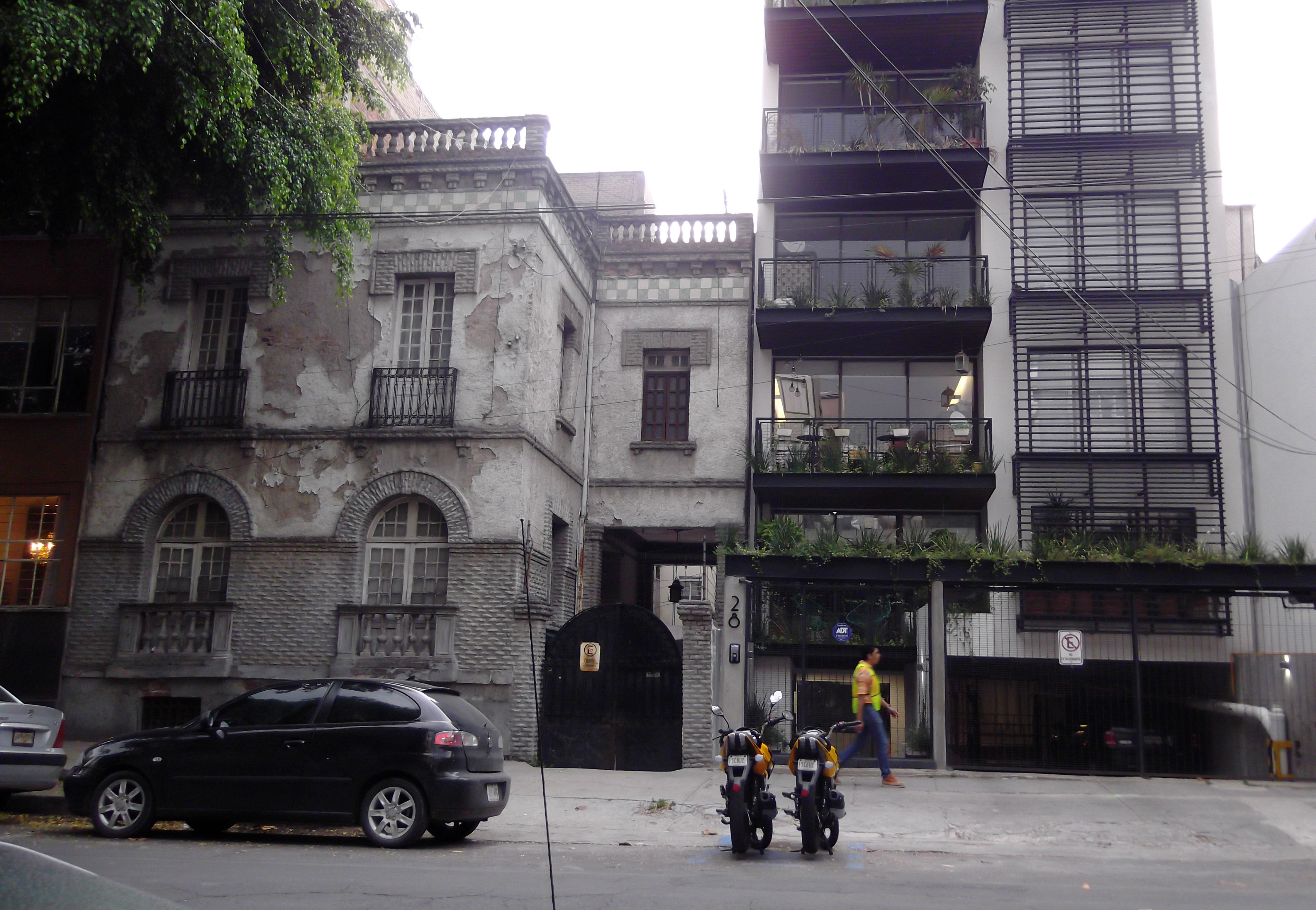
Edificios de inicios del deteriorados junto a una torre de lofts recién construidos en la colonia Roma, en la Ciudad de México.

El término gentrificación se refiere a la transformación de un espacio urbano deteriorado o modesto, en un área más adinerada y elegante tras la llegada de personas con mayor poder adquisitivo a la zona, lo cual puede causar el desplazamiento de los residentes originales, ya que los precios de la vivienda, el alquiler y de los bienes y servicios de la zona aumentan significativamente. A su vez puede derivar de nuevos planes de intervención urbana y arquitectónica dados por entes tanto públicos como privados que buscan impulsar el crecimiento del mercado en la zona de influencia.
Durante los últimos años, la gentrificación ha sido un proceso de reconstrucción que hace referencia a los distintos sectores de la población con mayor capacidad económica que se acomoda a los recursos y posibilidades de dichos habitantes.
Por medio de este proceso, nuevos habitantes de mayores ingresos pasan a reubicarse en estos sectores, desplazando a quienes previamente habitaban la zona hacia otras zonas menos demandadas.
Usualmente esto puede llegar a inducir a los residentes tradicionales a abandonar un barrio y afincarse en espacios más periféricos, lo que produce que este «nuevo» espacio despierte el interés de ser ocupado por habitantes con mayor capacidad económica. A partir de estas condiciones se genera un proceso de inversión en construcción y comercialización de bienes raíces en la zona a fin de ser habitados. Este proceso tiene especial relevancia en los últimos años en ciudades con importante potencial turístico y relevancia económica.
En ocasiones, también se utiliza para analizar esta situación respecto de usos comerciales o de servicios. Por ejemplo, la construcción de centros comerciales o tiendas pertenecientes a grandes cadenas, relegando a los pequeños negocios. La gentrificación, tras realizar los cambios físicos arquitectónicos y urbanísticos, puede llegar a generar una transformación en la conformación de la población, caracterizada por el desplazamiento de habitantes históricamente propios del sitio, una población con mayores recursos económicos.
Aunque el término gentrificación es habitualmente utilizado para el desplazamiento de los residentes de la zona por otros con mayor poder adquisitivo, puede darse a la inversa y existen ejemplos de esto en diversos países. Este fenómeno ocurre principalmente cuando un área de habitantes de mediano o alto poder adquisitivo se ve impactada por problemas sociales como la criminalidad u otros problemas relacionados con la administración pública. Esta situación suscita el desplazamiento de una población de mayor poder adquisitivo y a su vez su repoblamiento por habitantes de menores recursos. A consecuencia de esto, el entorno urbano y económico se ve transformado significativamente. En los casos en que esto ocurre y posteriormente se desarrolla un Plan de mejoramiento urbano, pudiera implicar un nuevo evento de gentrificación que promovería el restablecimiento de la población original.

## Etimología del término

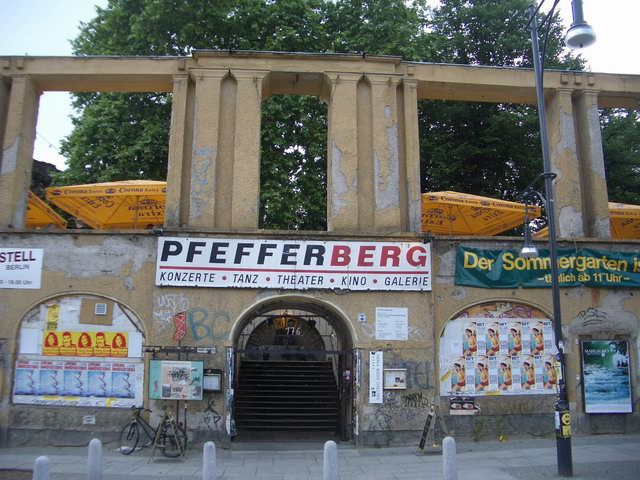
La gentrificación de un espacio histórico.

El término es un neologismo que procede del inglés. Deriva de gentry, una clase social histórica inglesa de composición mixta entre la baja y media nobleza que viene a ser equivalente a la hidalguía española, y los propietarios de tierra plebeyos. Lo utilizó por primera vez la socióloga Ruth Glass en 1964, al estudiar los cambios sociales que se presentaban en Londres en relación con el territorio.
Para españolizar el término, se ha propuesto elitización, aristocratización o aburguesamiento, aunque, de acuerdo con Fundéu, algunas de estas alternativas propuestas «no recogen los matices de este proceso», como tampoco lo hace el término recualificación social.
En julio de 2023, la RAE registró tanto el verbo «gentrificar» como el sustantivo «gentrificación».

## Origen del fenómeno
La gentrificación comienza cuando un grupo de personas de un cierto nivel económico descubren un barrio de gente pobre que, a pesar de estar degradado y depreciado comercialmente, ofrece una buena relación entre la calidad y el precio y deciden instalarse en él, aprovechando las oportunidades de compras de los precios.
Estos barrios suelen estar situados cerca del centro de la ciudad o contar con determinadas ventajas, como el estar situados cerca de polos de empleo, etcétera.

### Proceso netamente urbano

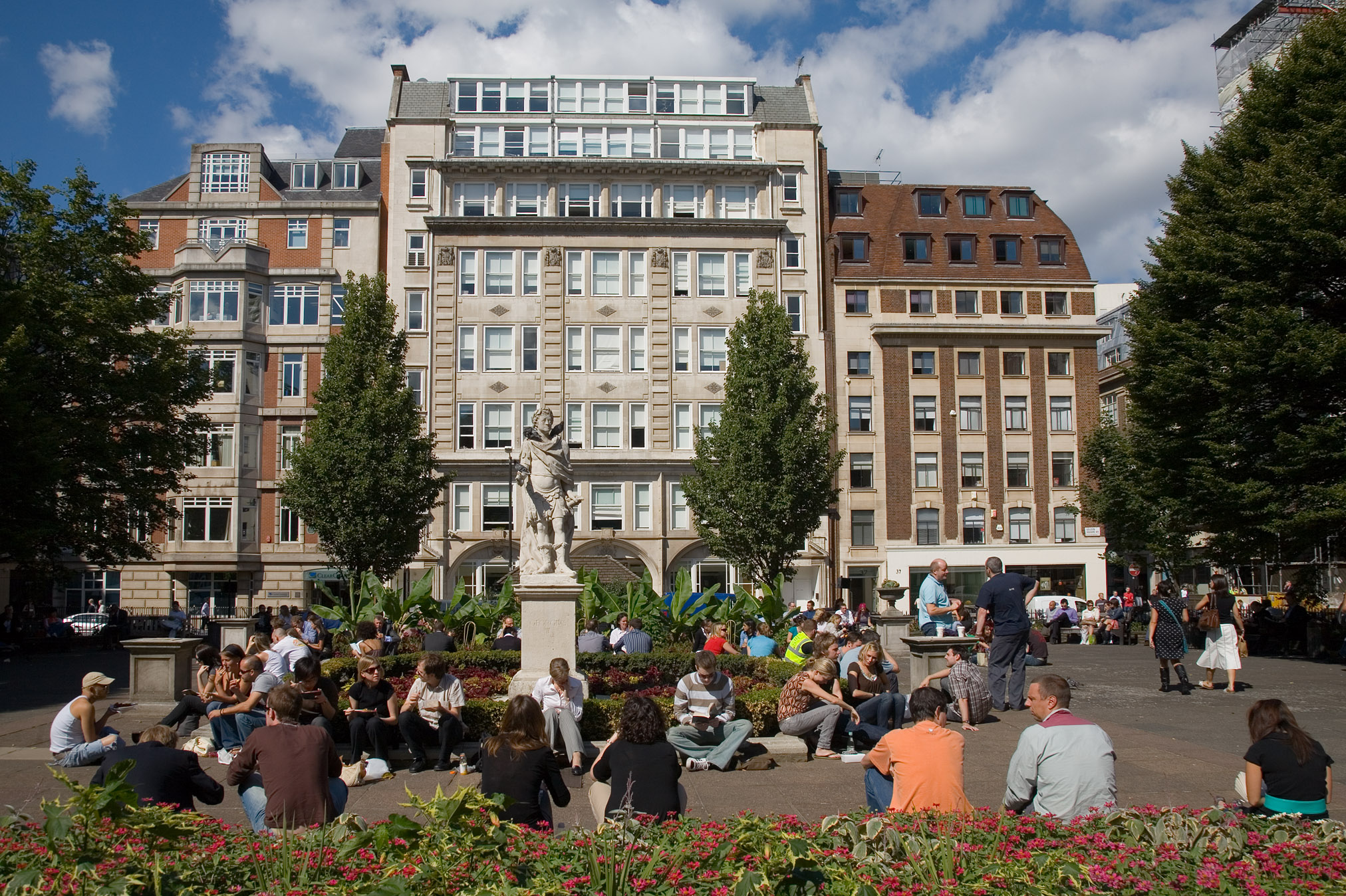
Soho, en el centro del West End, en Londres, Inglaterra.

Es un fenómeno netamente urbano y situado en la etapa histórica del posfordismo, a pesar de que puedan existir procesos semejantes en otros ámbitos espaciales y temporales.
De esta forma, el proceso guarda similitudes con las nuevas tendencias de determinadas zonas rurales del mundo occidental, donde a medida que desaparece la actividad agrícola se van convirtiendo en sede de actividades turísticas y segundas residencias.
Tampoco conviene confundir el término con los procesos de regeneración urbana que se dieron en los centros de las urbes modernas con el objetivo de sanear la ciudad o incluso crear ensanches para la burguesía urbana, ya que esto se produce en un contexto histórico y económico diferente, con mayor protagonismo de la administración pública, con un sector inmobiliario privado menos desarrollado y, sobre todo, por ser procesos que contribuyen a crear la configuración de la ciudad capitalista industrial moderna, mientras que el proceso de gentrificación la desmantela.
Hoy en día los proyectos de gentrificación se realizan de forma más equilibrada, dejando que los habitantes provenientes de clases sociales con menor capacidad económica permanezcan en la zona gentrificada (inclusive zoning). Por lo tanto, según algunos especialistas, la gentrificación puede conllevar cambios muy positivos desde el punto de vista social. Un buen ejemplo de gentrificación positiva e inclusiva es el caso de Łódź (Polonia), cuya alcaldía pretende revitalizar las antiguas zonas industriales en el marco del programa de gentrificación más amplio de Europa.

### Desplazamiento de las clases populares

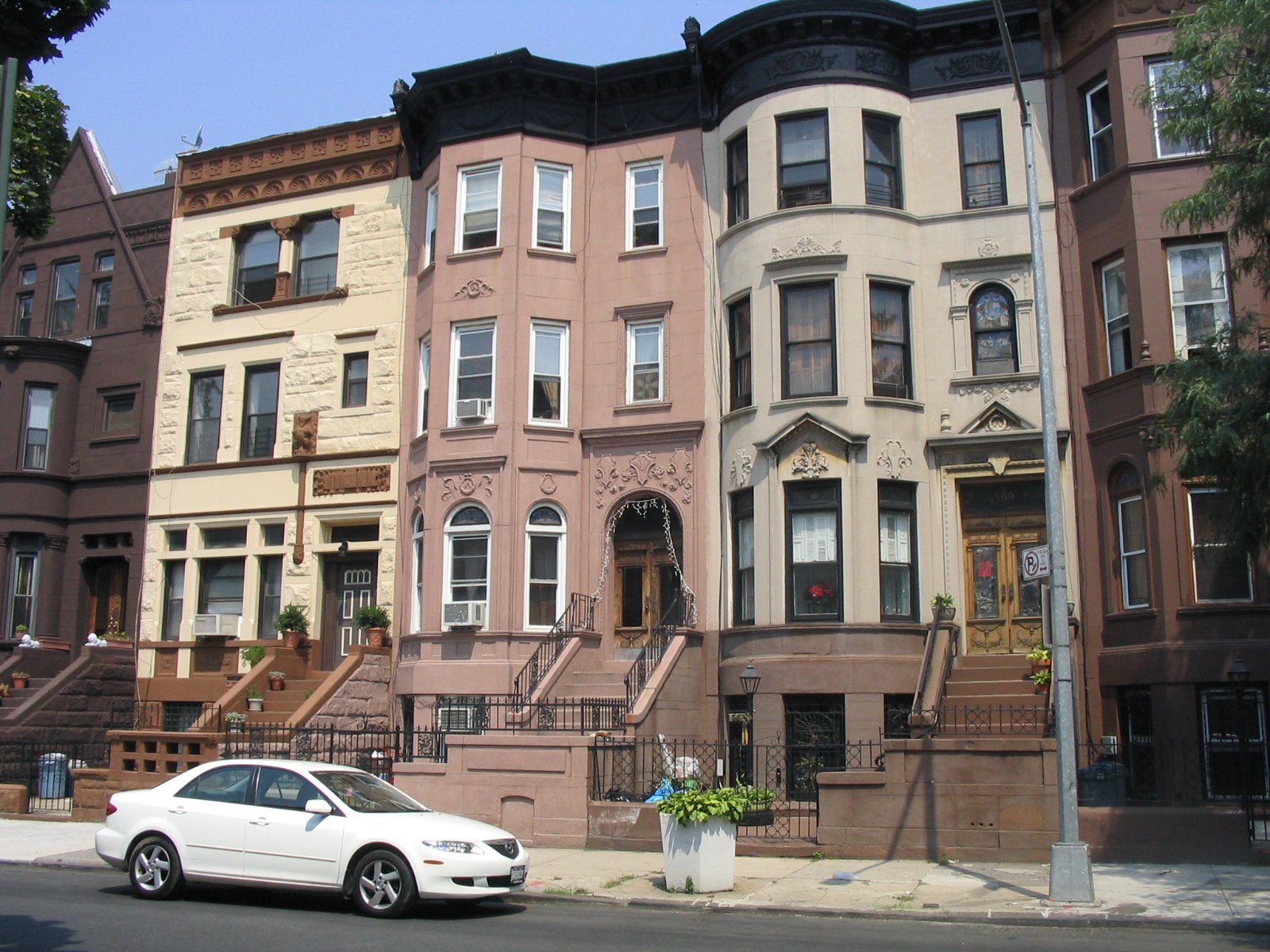
Gentrificado: artistas y bohemios han ocupado Bedford-Stuyvesant, Nueva York.

El efecto más notorio de la gentrificación es el desplazamiento de las clases populares.
Las clases populares pueden reducir su número en la zona por el envejecimiento de la población, por las condiciones ruinosas de un edificio, o por terminación de un contrato de alquiler y ausencia de una oferta de alquileres en la zona para este grupo social.
Los desplazamientos voluntarios suelen deberse al rechazo por la situación de degradación del caserío, por el pago de incentivos a cambio de su abandono a inquilinos con contratos blindados, o por la compraventa de la propiedad.
Una vez realizado este desplazamiento, se revaloriza el preciado suelo, comúnmente residencial, a través de la rehabilitación del edificio (recalificado habitualmente como residencia de alto nivel) o de la construcción de viviendas de nueva planta.
A esta expulsión progresiva de la población se le une la incapacidad de los desalojados o de jóvenes emancipados, originarios del barrio, de pagar una vivienda en él, como consecuencia de la revalorización y el aumento de los precios en relación con la vivienda.
Además del desplazamiento y la revalorización del suelo se perciben otros cambios comunes a este tipo de procesos, como la reducción de las tasas de ocupación de la vivienda (menor número de habitantes por vivienda) y la densidad de población de la zona. Asimismo, en zonas donde el alquiler fuera común, se dará una progresiva transformación hacia la modalidad de ocupación en propiedad.

## El debate teórico y la ética en torno a la gentrificación
La primera referencia a procesos de sustitución social en barrios obreros puede encontrarse en la Inglaterra industrial del siglo XIX (Engels, 1865). Sin embargo, este proceso es propio del capitalismo de la segunda mitad del siglo XX. Aunque la primera referencia del término se atribuye a Ruth Glass en 1964, a propósito de un estudio sobre Londres, fue sin embargo Michael Pacione (1990) quien definió el concepto tal como se entiende hoy en día. Pacione delimitó la gentrificación a procesos en los que existe un desplazamiento de un grupo de habitantes (clase baja, generalmente) por la introducción de otro, para su revalorización. Establece tres fases para el proceso: una fase de abandono por las clases bajas, una fase de repoblación por parte de clases medias-altas y una fase de revitalización económica. Es necesario hacer constar que, aunque esta secuenciación se ajusta a gran parte de los casos, la primera fase podría ser totalmente prescindible, ya que se refiere a un estado precapitalista del sector que no tiene por qué darse necesariamente. Existen barrios gentrificados que nacen originalmente como barrios obreros en la etapa capitalista de la ciudad y que anteriormente correspondían a vacíos demográficos.
El geógrafo David Ley, profesor de geografía en la Universidad de la Columbia Británica, presentó en 1978 el documento Inner city resurgence units societal context donde establece una teoría basada en la demanda. De esta forma la Gentrificación sería consecuencia de la reestructuración económica, sociocultural y demográfica del espacio urbano. Los cambios en la estructura económica del capitalismo dan lugar a un nuevo grupo social auspiciado por el aumento de la importancia del sector servicios y de los trabajadores técnicos y o de cuello blanco con un mayor poder adquisitivo que la clásica clase obrera. Este sería el sujeto, que podría materializarse en una nueva clase social, que puja por los espacios residenciales céntricos. La tendencia dentro de la investigación que establece Ley, basada principalmente en el consumo, tiene su principal debilidad en la poca importancia que se le da al papel de la oferta y de los promotores. La oferta sería en este caso una consecuencia directa de una demanda preexistente.
Como respuesta a las propuestas de D. Ley, surge otro enfoque conceptual propuesto por el también geógrafo Neil Smith, profesor y catedrático de geografía en la Universidad Rutgers de Nuevo Brunswick (Nueva Jersey). Smith centra su atención en la producción del espacio gentrificable, despreciando el consumo como motor del proceso. Este autor defiende que el establecimiento de una teoría sobre la gentrificación debe incluir el estudio de la demanda y de la oferta, pero otorga prioridad a la oferta en su explicación, de modo que los factores económicos estructurales son los preponderantes. Los agentes que ejercen como motor de la gentrificación son aquellos con capacidad de influir en el mercado inmobiliario, instituciones de crédito, grandes promotores, etc. El punto central de la teoría de Smith reside en el rent gap o diferencia potencial del beneficio obtenible mediante un uso más lucrativo del suelo. Este enfoque se inscribe dentro de la llamada teoría del ciclo de vida de los barrios, según la cual estos experimentan las fases de crecimiento, declive y revitalización o renovación potenciales.

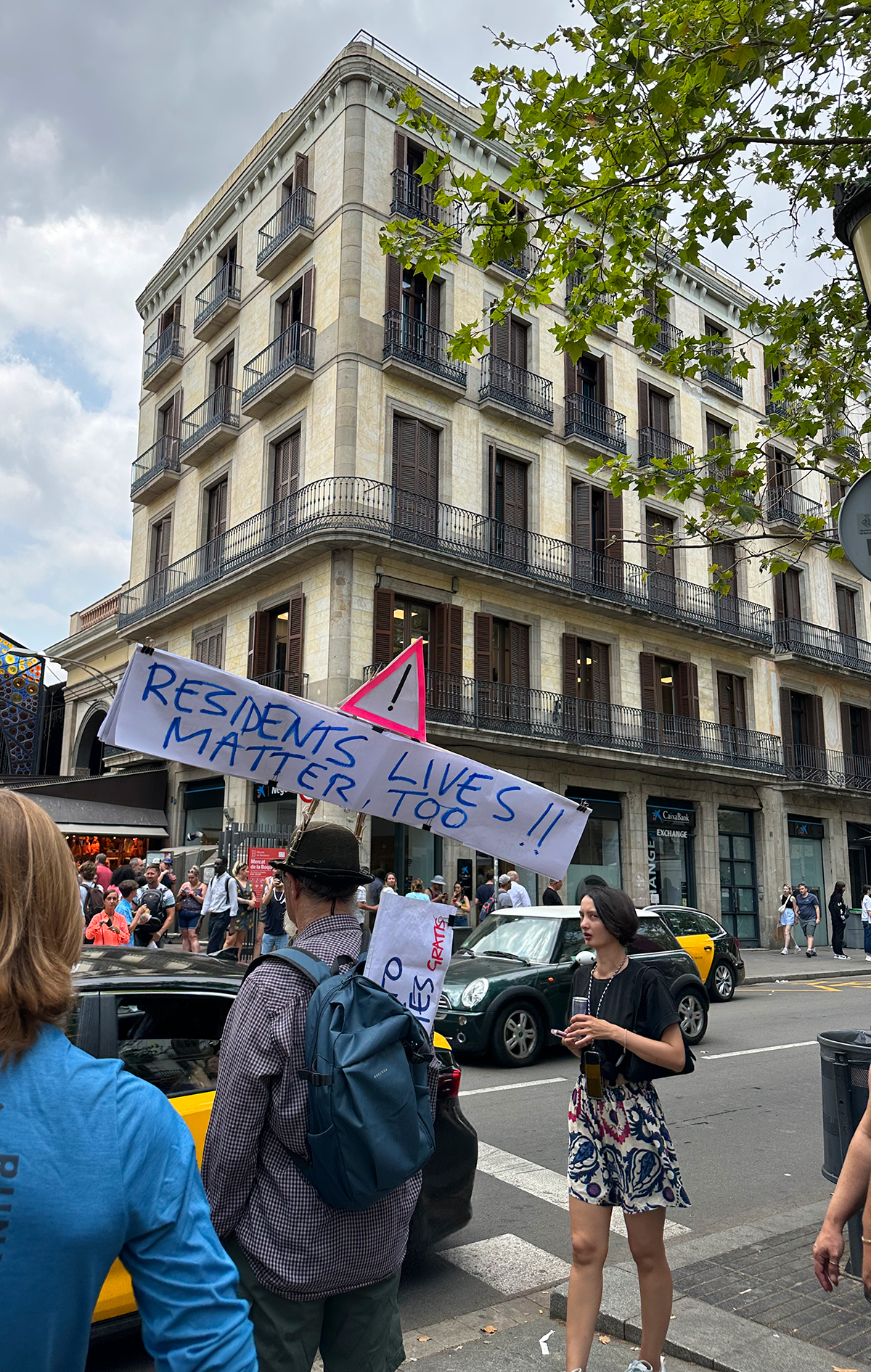
Vecino local protestando contra los turistas en La Rambla (Barcelona, España).

Algunos estudiosos han venido a calificar el proceso de gentrificación como un fenómeno diverso y caótico, difícil de acotar y que puede tomar y ha tomado muchas formas. El barrio obrero puede transformarse en un barrio de clase alta, pero también en un barrio de clase media asociado a colectivos de gran significación cultural, con predominio de elementos de expresión artística, locales comerciales donde prima el diseño y ambiente bohemio. El barrio histórico degradado puede transformarse en un barrio histórico centrada su rehabilitación en su uso como reclamo turístico e incentivador, además del sector inmobiliario, de la hostelería y el comercio asociado al turismo. Por otro lado tenemos el caso de la vieja zona industrial obrera que ha quedado anclada en el centro de la ciudad, con actividades productivas marginales y numerosos locales en estado de abandono que pasa a convertirse en zona residencial de clase alta.
Estos tipos de gentrificación pueden aparecer de hecho combinados, sin embargo, esta separación no es real. En todos los casos de gentrificación, aunque haya presencia de antiguas industrias o un notable valor histórico del conjunto, el factor fundamental y común del proceso es la existencia de una población humilde desplazada por otra con un mayor nivel de renta, es decir, una invasión del espacio por parte de clases medias-altas y la sustitución de la población y en gran medida del caserío original, así como una revalorización de un suelo desvalorizado con anterioridad.
El carácter histórico y la presencia de industria están indisolublemente asociados a los barrios obreros industriales desarrollados en las ciudades modernas entre el siglo XIX y principios del XX; en el caso de Sevilla, a partir de las dos últimas décadas del XIX. Barrios obreros que en un momento dado dejan de cumplir su función y van siendo abandonados y degradados. La gentrificación en estos casos supone el paso de la ciudad como soporte de la actividad productiva, a la ciudad como producción, como mercancía. Esta ciudad-mercancía responde en gran medida a la explotación turística, mediante el uso de la arquitectura, el patrimonio histórico, el diseño, el arte, etc. Es la economía urbana en auge, posmoderna y centrada en el sector financiero y de servicios, que encuentra como protagonista a una clase media con elevado nivel cultural y suficiente nivel de ingresos.
Se trata por tanto de una sustitución de población y de actividad, de una población y actividad productiva en franco retroceso por otra en auge. El factor que les hace competir por el espacio es la situación de la población y la actividad en retroceso en un espacio céntrico de interés, de donde se pueden extraer grandes plusvalías a través de su puesta en valor.
Es por tanto una dinámica del capitalismo que entra perfectamente en la lógica del libre mercado. No parece aceptable la separación entre diferentes procesos de gentrificación; la gentrificación es un fenómeno complejo y que puede revestir diferentes formas, pero es delimitable y único en la medida en que es producido por dinámicas estructurales del capitalismo post-fordista y juega un papel fundamental en la reestructuración del espacio urbano consecuencia de la reestructuración productiva y social del capitalismo actual.

## Etapas de la gentrificación
Se concibe el proceso de gentrificación con base en tres fases dentro del ciclo de vida de un sector urbano. Este ciclo de vida es el que han llevado los barrios industriales tradicionales de ciudades occidentales que se encuentran en desarrollo y expansión en el periodo posfordista. Algunos investigadores como M. Pacione o P. A. Redfern sitúan como primera etapa dentro del ciclo vital del barrio gentrificado una etapa de carácter preindustrial, en la que al no existir una segregación social del espacio el sector en cuestión estaría habitado tanto por clases altas, como por clases bajas precapitalistas (artesanos, servidumbre, etc.). Si bien esto se ajusta a la realidad de muchos casos, se ha considerado esta etapa como despreciable a la hora de establecer una teoría sobre la gentrificación, dado que un sector urbano gentrificable no ha tenido porqué existir en la etapa preindustrial de la ciudad. Muchas de las villas obreras de cualquier ciudad industrial nacen como consecuencia de la industrialización que provoca el crecimiento de la ciudad y la aparición de la clase obrera, por lo tanto en ningún momento han sido pobladas por clases altas, otras son arrabales extramuros donde nunca se han establecido burguesía o nobleza.
Los autores citados se refieren a enclaves obreros, preferentemente los situados en las ciudades intramuros, que han sido habitados por clases altas en convivencia con otras clases incluso durante la consolidación de la zona como enclave obrero. El abandono del sector por parte de estas clases altas para desplazarse a los ensanches de la ciudad o a nuevos desarrollos de la misma más modernos, ha sido a menudo señalado como el inicio de la fase de abandono y desvalorización del barrio gentrificado. Esto puede ser cierto en algunos casos y cuestionable en otros, ya que se considera que el abandono es producto del desplazamiento del capital inmobiliario hacia sectores nuevos de la ciudad, y no la consecuencia de las decisiones individuales de los burgueses. Esta hipótesis vendría apoyada por el hecho anteriormente descrito de que no todos los sectores gentrificables hayan tenido que acoger a las clases altas con carácter previo a su configuración obrera. En estos casos la salida de las clases altas del sector no sería sino la salida de los capitales inmobiliarios de los burgueses propietarios de edificios, sin que estos tengan que vivir necesariamente en la zona en cuestión.

### Nacimiento
La primera fase del ciclo vital que conduce un sector urbano a la gentrificación es su configuración como enclave obrero en la ciudad capitalista moderna. Los primeros enclaves industriales nacen comúnmente en la ciudad intramuros, dentro de la vieja ciudad precapitalista, dando lugar a su transformación y reestructuración, que dará lugar a su vez a la primera segregación social del espacio urbano. La industrialización crea una nueva configuración del centro urbano o de parte del mismo por la presencia de la masa obrera y de las actividades productivas, al mismo tiempo crea nuevos enclaves industriales que pueden surgir sobre arrabales antiguos de la ciudad o sobre vacíos demográficos y pone en valor nuevas zonas suburbanas hacia donde se desplazan las clases altas.
La industrialización supone la atracción de grandes bolsas de inmigración provenientes de zonas rurales. De forma lógica los nuevos pobladores que vienen a trabajar en las industrias, situadas en el centro de la ciudad y en las zonas portuarias, se establecen en torno a estas buscando la proximidad con el lugar de trabajo.
La industrialización tiene consecuencias también para las clases propietarias, dado que cambia el medio urbano en el que están habituadas a vivir. Por una parte la industrialización de las ciudades deteriora el medio ambiente, las masifica, crea problemas de insalubridad, etc., además la multiplicación de la clase obrera en estas zonas crea un efecto rechazo para burgueses y nobles. Por otro lado la revolución de los transportes (trenes, tranvías, etcétera) permite en las ciudades modernas la expansión de la población privilegiada hacia la periferia, hacia la zona suburbana. La zona suburbana supone para la burguesía grandes espacios y tranquilidad, frente a la masificación y la insalubridad del centro moderno. Esto establece un modelo de división social espacial con la clase trabajadora en torno al centro de la ciudad y las clases altas en la zona suburbana. Por otro lado, en las ciudades modernas, comienzan a desarrollares fuertes fenómenos especulativos conforme la presión de la inmigración obrera y la demanda de alojamientos crece, la especulación y producción de la mercancía vivienda en las ciudades se convierte en un importante factor de acumulación del capital.
El barrio obrero da lugar a un urbanismo y a una serie de relaciones sociales propias. Tipologías de vivienda, talleres, comercios y costumbres diferenciadas de los barrios burgueses. Algunas de sus características más importantes para el tema que nos ocupa es precisamente el tipo de vivienda, predominando en las ciudades andaluzas las viviendas colectivas en régimen de alquiler.

### Abandono
La segunda fase es la descapitalización y abandono del sector. Siguiendo a Smith, para la aparición de la diferencia potencial de renta que va a permitir las grandes plusvalías que produce la gentrificación y que son el principal motor del proceso, es necesario que exista una etapa de descapitalización y desvalorización de la zona que permita grandes diferencias entre el valor del suelo del sector degradado y el valor potencial que por su ubicación podría tener.
Si el sector no sufriese una desvalorización y la puesta en valor del mismo se produjera de forma gradual, dentro de un contexto histórico diferente, la sustitución de la población no se produciría en tan alto grado ni en períodos tan reducidos.
Esta desvalorización puede encontrar diferentes explicaciones. La principal de ellas es la descapitalización de la zona, tanto del mercado inmobiliario como de la producción industrial si la hubiese. A lo largo de un período que puede variar según el caso, el capital inmobiliario se desplaza desde el centro de la ciudad hacia los ensanches primero, hacia nuevos desarrollos de la ciudad y hacia la urbanización de carácter suburbano posteriormente. Los tiempos y los tipos de ciudad producidas por el desplazamiento de este capital inmobiliario pueden variar según la ciudad, pero tienen en común la pérdida de interés de los viejos barrios industriales y el redireccionamiento de la inversión hacia el crecimiento de la ciudad.
A menudo se ha relacionado directamente la capitalización para la urbanización suburbana, con la descapitalización de los viejos centros industriales. Esto podría ser más adecuado a la realidad en el mundo anglosajón. En las ciudades españolas se habría dirigido primero la inversión a ensanches de diferente carácter, hacia el crecimiento mediante bloques de pisos de diferente calidad y finalmente al desarrollo de la urbanización propiamente suburbana en el caso de las clases altas. También hay que tener en cuenta la importancia del capital privado en el desarrollo de las grandes extensiones de polígonos y bloques que para las clases obreras se edifican a partir de los años cincuenta.
La desinversión hará referencia al capital privado, dado que el capital público, y dependiendo por supuesto de las distintas administraciones, o no habrá realizado grandes inversiones en una zona de este tipo, o estas desaparecerán de forma paralela a la desinversión privada.
Por otro lado, mientras se descapitalizan los inmuebles, el viejo barrio obrero sufre una imparable decadencia fruto del devenir histórico. Por un lado la industria tenderá a desplazarse a zonas periféricas, a los polígonos industriales asignados por la planificación urbana a estos menesteres, donde las actividades productivas encontrarán grandes superficies de suelo con rentas muy bajas y todas las infraestructuras necesarias para su desarrollo. Otra ventaja que encontrarán en esta primera deslocalización será la situación privilegiada respecto de la red de transportes. Además el progresivo desarrollo de las comunicaciones y del transporte privado dejara de hacer necesario la ubicación de las industrias en las proximidades de su mano de obra.
Al mismo tiempo una buena parte de los núcleos familiares que se creen en el sector gentrificable, así como las nuevas familias obreras que migren hacia la ciudad irán desplazándose hacia los nuevos barrios obreros de bloques y polígonos, donde encontraran viviendas con mayor espacio, precios asequibles y la opción de compra en propiedad.
Por último la degradación de la vivienda fruto de la desinversión provocará un efecto de rechazo sobre los habitantes del barrio, que si tienen disponibilidad económica tenderán a desplazarse a otras áreas de la ciudad. A medida que el deterioro del caserío avance, la ruina de este acabará expulsando de forma irremediable a un cierto número de vecinos del sector, a partir de este momento el caserío estará disponible para ser gentrificado.
A medida que avanza la decadencia del barrio obrero es común que se introduzcan elementos desclasados en la zona atraídos por las bajas rentas de suelo. Estos elementos desclasados pueden introducirse a lo largo de todo el proceso, aunque principalmente en esta fase, siempre que exista una porción del caserío degradado y que los propietarios estén dispuestos a alquilarlo (Ma Alba Sargatal, sobre El Raval de Barcelona o León Vela sobre el sector San Luis-Alameda de Hércules en Sevilla). Estos elementos podrían o bien tener poco efecto sobre el proceso, o bien, en el caso de elementos marginales del lumpen, contribuir al abandono del barrio aumentando el efecto de rechazo sobre otros pobladores.
Cuando el deterioro de un edificio o de toda un área es suficientemente importante, se llega al punto en que la diferencia entre el beneficio obtenido de la explotación del suelo y el que se podría obtener potencialmente con un uso óptimo —a través de la inversión— es tan amplia que hace posible la gentrificación. Esta la «diferencia potencial de renta» de Smith y supone la generación de grandes rentas.

### Revalorización
Las pautas de localización de los grupos sociales cambian con el modelo de desarrollo. Tras la crisis estructural de los años 70, y la desestimación de la producción en cadena y la industria pesada como motor del sistema económico global, se entra en occidente en la era post-fordista.
Los centros de las ciudades desarrolladas (desindustrializadas o que no han tenido una industrialización notable pero que convergen ahora en el Nuevo Modelo Económico) pasan a ser la principal baza para el desarrollo económico del sistema, esta vez como centros financieros y de servicios, nodos de comunicación con ciudades y empresas donde se realizan los negocios más rentables. La importancia de los servicios, el turismo y los activos inmobiliarios de las ciudades posmodernas tienden a dar un gran valor a la mercancía inmobiliaria, que se encarece más y más en los centros de las ciudades. El precio se convierte en un factor de rechazo para las clases bajas, mientras que la cercanía a los centros turísticos, culturales financieros y comerciales se convierte en un factor de atracción para las clases con mayor poder adquisitivo hacia el centro. Dentro de esta lógica los sectores gentrificables de la ciudad se revalorizan.
Las grandes cantidades de capital que circulan por el sector inmobiliario buscan oportunidades de inversión, y la recapitalización de sectores desvalorizados, al tiempo que centrales, de la ciudad pueden suponer las inversiones más rentables del mercado de suelo de una urbe dada. Smith relaciona las inversiones en centros degradados con la caída de la tasa de beneficios en las inversiones suburbanas. Coincide que este mercado ya ha sido explotado sobradamente, habiéndose ya materializado las mejores oportunidades de inversión, con un cambio en la valorización subjetiva del espacio por parte de las clases pudientes con elevado nivel cultural que se ven atraídas a los barrios de carácter histórico o a las proximidades de los centros financieros y de comunicaciones.
En un momento dado las mejores oportunidades de inversión inmobiliaria en el interior de las ciudades no se encuentran en las zonas con los mayores precios del suelo, sino en aquellas con la mayor tasa de crecimiento potencial. Los sectores gentrificables pueden pasar de ser de las zonas con los precios del suelo más bajos de la ciudad a alcanzar las mayores cotizaciones, por lo que los beneficios se maximizan.
Por tratarse de una inversión a medio plazo y por existir una gran competencia por adquirir estos suelos el mercado tenderá a concentrarse en los inversores más fuertes capaces de realizar las mayores inversiones y mantenerlas durante largos períodos para materializar los beneficios, lo que determina la importancia de las grandes compañías inmobiliarias y las entidades de crédito en el proceso.
Es necesaria sin embargo la existencia de un primer detonante que atraiga las fuerzas del capital privado, a los promotores inmobiliarios, a los intermediarios y a las clases medias, no les es suficiente con que exista la posibilidad de la revalorización, a menudo es necesario un detonante que en el caso de muchas ciudades, por la debilidad del capital privado local, es la administración.
Una vez iniciado el proceso, el efecto de contagio se encarga de expandirlo. La rehabilitación o reconstrucción es fundamental para adecuar las viviendas a un estándar elevado de vida. Las viviendas son demolidas casi o en su totalidad, pero estructuralmente todavía conservan su encanto, falseando el patrimonio o apoyándose en el paisaje del conjunto. Que el gentrificador compre la vivienda o la alquile no supone ninguna diferencia para el proceso.

## Estudios de caso

### Chapinero, Bogotá y Colombia
Mediante un estudio de caso, se identifica un proceso de gentrificación en la localidad de Chapinero. Las condiciones socioeconómicas desiguales de la población, encontradas allí, sobre un suelo de alta rentabilidad, causaron el surgimiento de un proceso de gentrificación, gracias a la escasez de suelo urbanizable, en un cono de alta renta de la ciudad y por una amplia franja de barrios de origen informal, contiguos a dicho cono; una situación que da inicio a una ardua labor logística, por parte de promotores privados, para la adquisición de suelo urbanizable, hábil para densificación y desarrollo, en aquellos asentamientos de origen informal, localizados estratégicamente, junto a sectores de alta renta.
La presión y la especulación inmobiliaria, sobre una amplia zona de barrios populares de la localidad de Chapinero, se gesta desde hace 20 años, causando la lenta desaparición de múltiples asentamientos, consolidados sin discriminar su condición legal (ya sea formal o informal); siendo las constructoras y los promotores privados, los gestores de grandes adquisiciones de suelo, a muy bajo costo, que posteriormente desarrollan en condiciones de alta rentabilidad. Dicha particularidad, conlleva un análisis de las secuelas sociales que esta variación urbana ha traído para la sociedad de los barrios de origen informal del sector, con el deseo de evidenciar las repercusiones sociales que genera el desarrollo de la gentrificación que vive la localidad de Chapinero, mostrando los cambios socio-espaciales creados por el mercado de suelos y, consecuentemente, se plantean posibles estrategias de gestión social que favorecen la mitigación de dicho fenómeno urbano.

### Uruguay y Argentina
Durante el siglo XX, Argentina y Uruguay experimentaron un abandono gradual de sus centros urbanos históricos debido a la modernización y el desarrollismo, que desvalorizaron su contenido simbólico. Tras la posguerra, se llevó a cabo una renovación urbana funcionalista que, en las últimas décadas del siglo, comenzó a valorar el patrimonio de los espacios centrales. Simultáneamente, desde los años setenta, las grandes ciudades anglosajonas, habiendo dejado atrás sus funciones productivas, se transformaron en centros financieros y experimentaron importantes procesos de revitalización urbana acompañados de gentrificación, donde el aburguesamiento residencial ha sido una consecuencia invariable.
Tanto en Buenos Aires como Montevideo, han jugado un papel en donde la intervención reciente de los centros históricos de estas dos ciudades. Las presiones sociales ante los cambios autogestionarios relacionadas con la arquitectura y el urbanismo. Frente a esto, las experiencia vividas en Montevideo y Buenos Aires han buscado la permanencia de las clases populares en sus centros históricos, mediante por las cooperativas de viviendas se ha combinado las acciones desde organizaciones populares con políticas activas desde la administración, al menos mediante cambios legislativos favorables. Hasta qué punto estas fórmulas podrían tornar la gentrificación en un proceso positivo, o suponer un tipo de revitalización urbana aplicable a una variedad de casos, eludiendo así las consecuencias sociales regresivas de la gentrificación, o hasta qué punto pueden acabar siendo convertidas en un instrumento de esta última es algo que se debe valorar.

### España

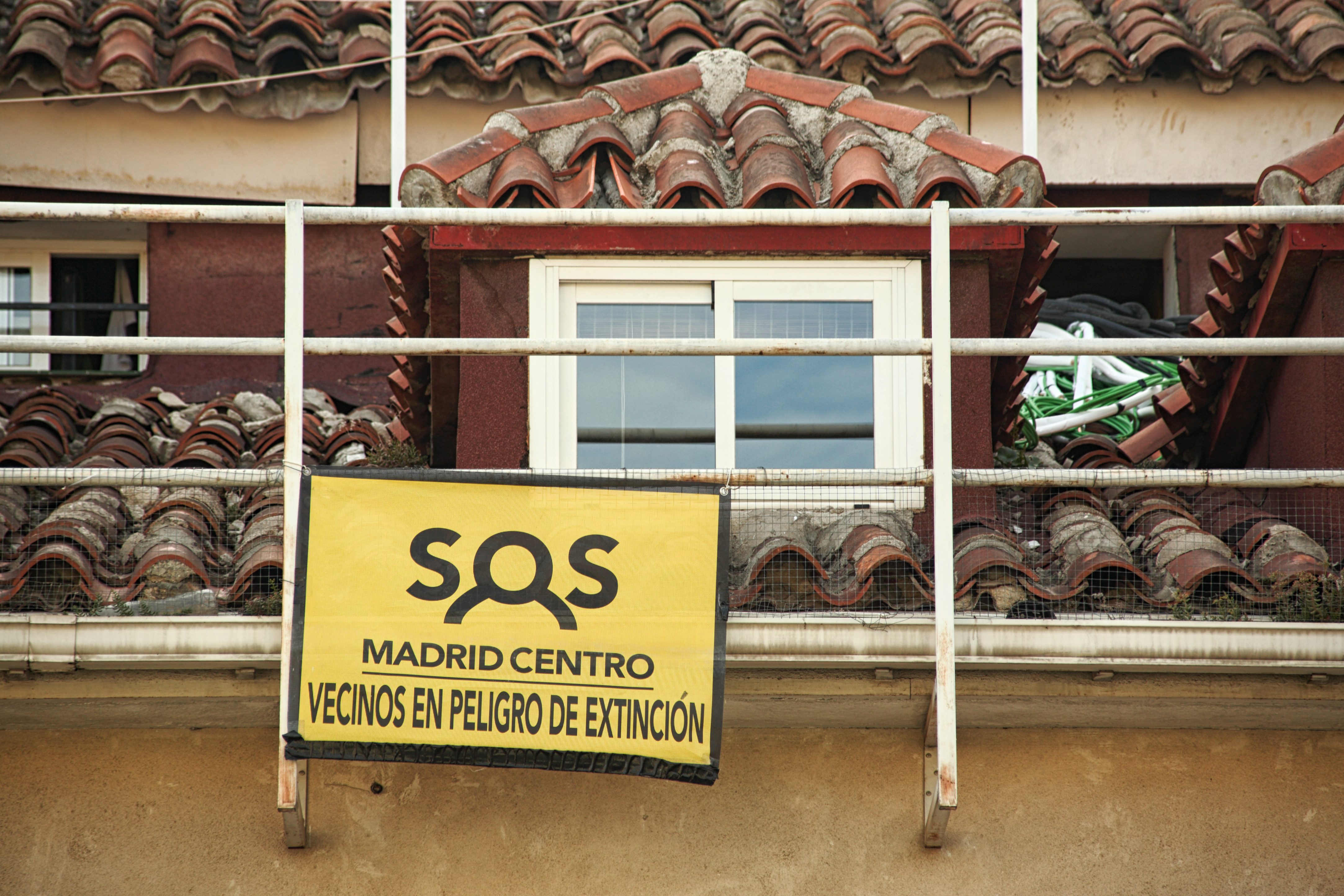
Letrero en un edificio del barrio madrileño de Lavapiés: «SOS Madrid Centro. Vecinos en peligro de extinción»

En el caso de España, este fenómeno se observa asociado a los centros históricos de determinadas localizaciones y, dentro de estos, suele presentarse en los barrios más populares. Pero no es reciente. De hecho, estos lugares han pasado por procesos de declive a lo largo del siglo XX y, como detalla Díaz, «en muchos casos se convirtieron en zonas muy deterioradas y desvalorizadas» que, a partir de los años 80, con el boom inmobiliario y el turismo, «se volvieron muy deseables tanto para consumidores solventes como para turistas».
Por su parte, Limón asegura que algunos de los ejemplos más significativos de gentrificación y de «elitización urbana» se encuentran en Madrid, concretamente en los barrios de Chueca, Malasaña, La Latina, Lavapiés, Tetuán o Usera; así como en Barcelona, en las zonas del Raval o la Barceloneta. En paralelo, incluye como ejemplos de esta renovación urbana «la zona de Abandoibarra en Bilbao, Ruzafa en Valencia, el casco histórico de Sevilla, las intervenciones en el Casco Vello de Vigo y las modificaciones de los centros históricos de Pontevedra y Zaragoza».

### Honduras
Tradicionalmente el fenómeno de la gentrificación en Honduras no había sido tan extendido como en países con economías más desarrolladas, sin embargo en la última década ha comenzado a manifestarse de manera exponencial en algunas áreas urbanas, especialmente en las principales ciudades del país, como Tegucigalpa y San Pedro Sula. Otras zonas turísticas del país han sufrido este fenómeno tales como las islas de Roatán y Útila, Valle de ángeles, Santa Lucía, y Copán Ruinas.
Los principales razones de la gentrificación de estos lugares son debido a las empresas de bienes raíces que atraen a personas de mayor poder adquisitivo, empresas hoteleras, inversionistas extranjeros, extpatriados y jubilados. Es común ver a personas, tanto nacionales como extranjeras, que compran propiedades para establecer segundas residencias o retiros, impulsando una demanda por viviendas de lujo. El caso de compra de terrenos por parte de extranjeros ha sido un factor en las zonas costeras especialmente en el departamento de islas de la bahía.
En cuanto a las zonas urbanas del país es común ver Algunas áreas tradicionales en el casco urbano están siendo revitalizadas, con el aumento de desarrollos inmobiliarios y comerciales. En el casco histórico de Teguciglapa el cual siempre había sido considerado como una zona donde la mayoría de residentes se caracterizaba por ser e personas con menos ingresos poco ha poco ha visto el fenómeno de revitalizar edificios viejos para convertirlos en condominios los cuales suelen ser de muy bajo costo para los llamado «nómadas digitales». En cuanto a San Pedro Sula, zonas como el barrio Los Andes son un ejemplo de este fenómeno en la ciudad.

### México
En el caso mexicano se identifica ese fenómeno en la localidad de la Ciudad de México, donde, debido al gran crecimiento demográfico y los constantes cambios de uso de suelo de esta durante el siglo XX la urbanización en diferentes colonias de la ciudad experimentaron una transformación que terminó por desplazar a la población de escasos recursos de la zona céntrica de la ciudad, lo que llevó al abandono y posterior deterioro de las viviendas en esos espacios, que sumado al terremoto de México de 1985, la afectación de los inmuebles de la zona se estimó en más de 90 mil viviendas. A partir de esta situación las autoridades mexicanas impulsaron la creación del Proyecto Alameda.

#### Proyecto Alameda

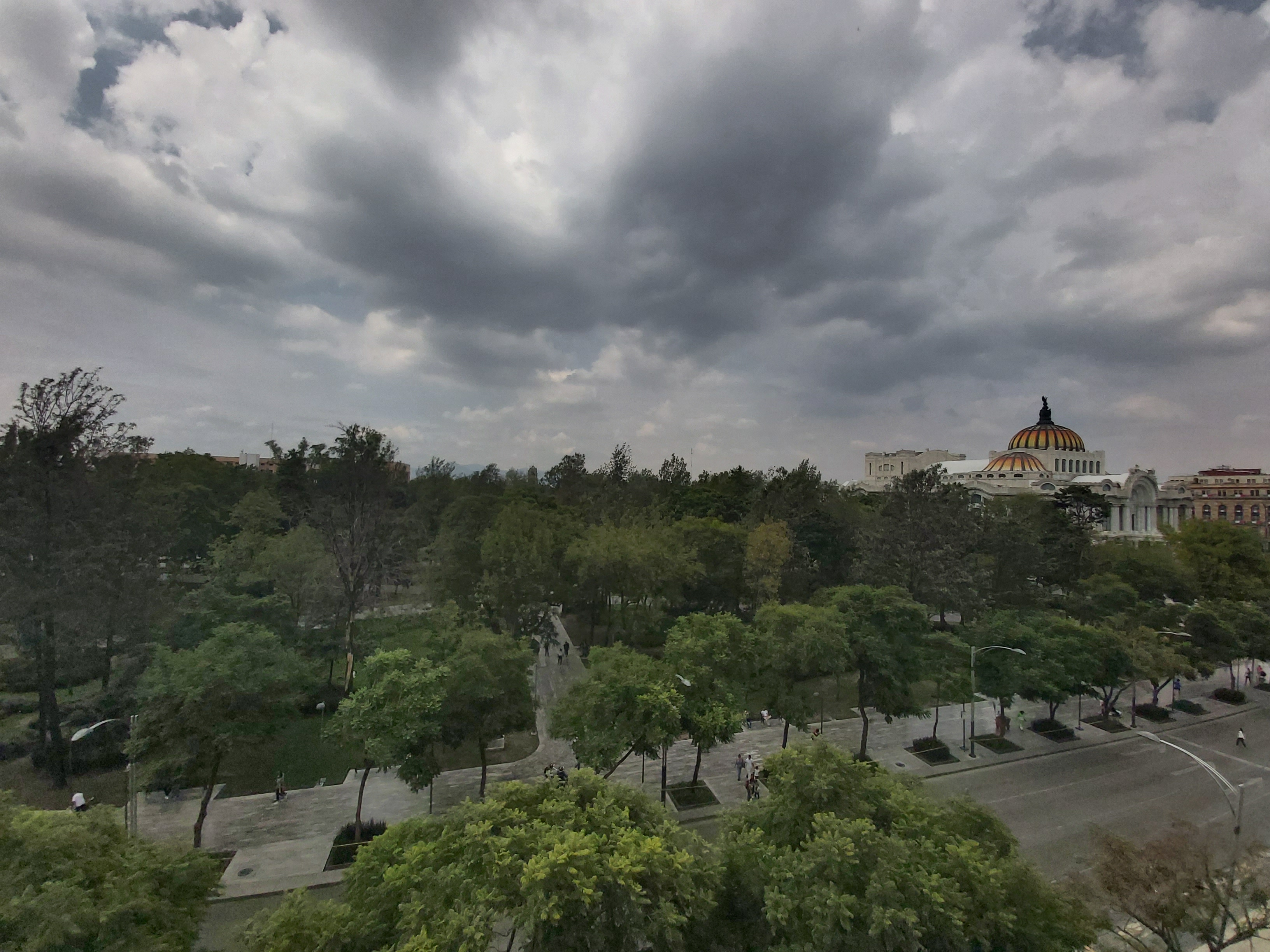
Alameda Central en la Ciudad de México

Fue un proyecto de restauración urbana centrado en las zonas aledañas a la Alameda Central donde las autoridades de la Ciudad de México crearon un fideicomiso por el cual se adquirieron diversos predios de la Avenida Juárez sumado al interés de la empresa canadiense inmobiliaria Reichmann International, que en 1993 conformaron un proyecto de inversión, invirtiendo la empresa 4 millones de dólares en la compra de siete predios, de esa forma se buscaba la reactivación inmobiliaria en la zona al construir nuevos edificios habitacionales y comerciales que interesaran a las clases más adineradas. Sin embargo, una de las razones para la cancelación del proyecto fue la oposición vecinal que se vivió en contra de los edificios comerciales y de oficinas, y que buscaba que se construyeran más viviendas para personas de escasos recursos.

#### Colonia Condesa

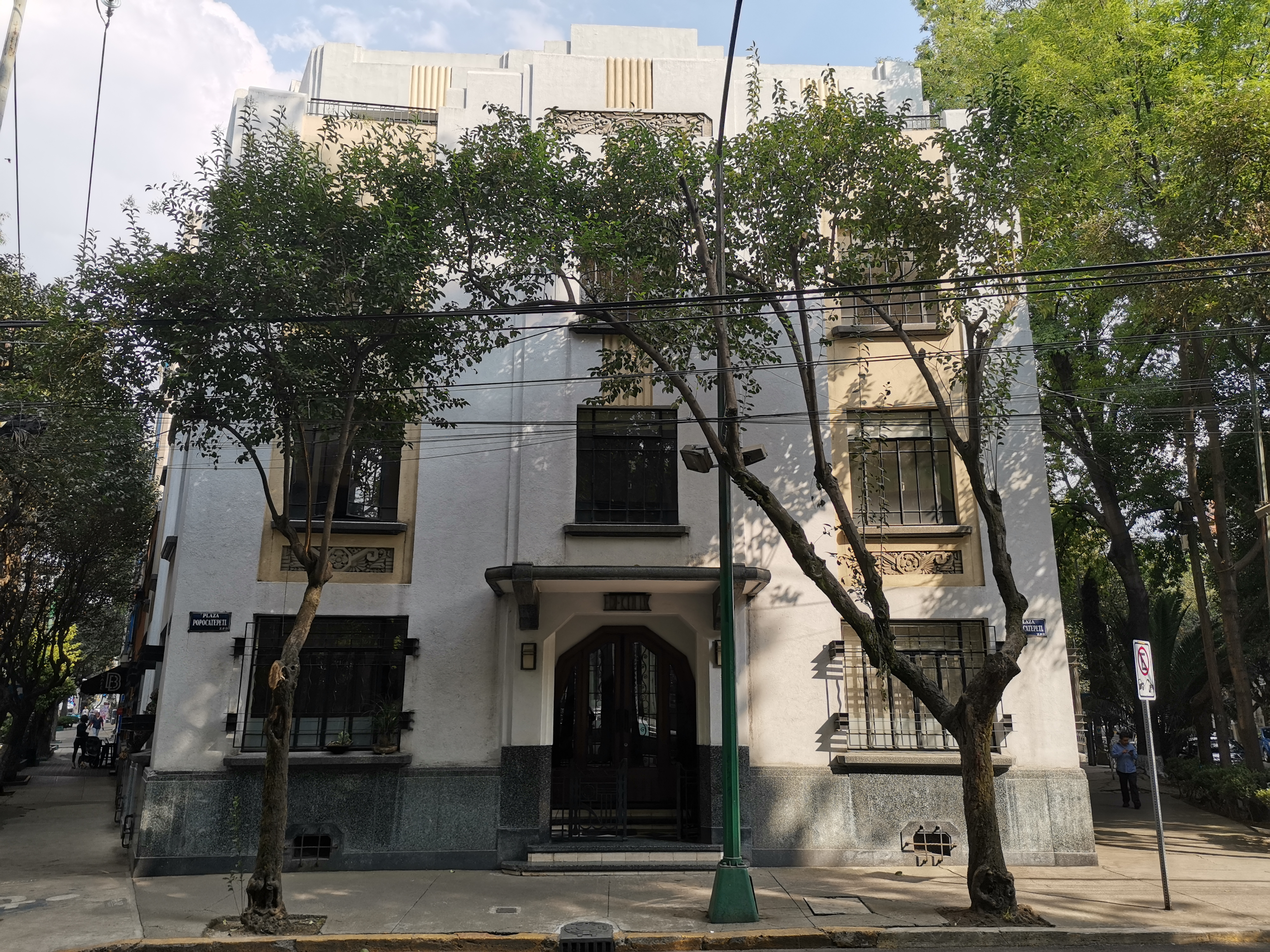
Plaza Popocatépetl, Colonia Condesa.

En la actualidad la colonia Condesa se caracteriza por el crecimiento de establecimientos comerciales y oficinas, con casas de uno o dos niveles con estilos arquitectónicos predominantes como el arte decó o el arte californiano. Sin embargo, esto se da debido al abandono poblacional que sufrió la colonia en los años ochenta, que sumado al terremoto de México de 1985, terminó por dejar una colonia abandonada y con precios muy accesibles para las nuevas personas que empezaron a poblar la colonia. Su transformación se da en la década de los 2000, donde hay un explosión en el cambio del uso de suelo, llegando muchos nuevos establecimientos comerciales y oficinas, que terminan por desplazar a un sector de la población que, debido a la revalorización de la colonia con la entrada de los nuevos residentes, se vieron en la necesidad de mudarse a otras zonas de la ciudad.

### Resistencia a la gentrificación
La gentrificación ha generado diversas resistencias vecinales. Una de las más importantes fue la experiencia sevillana de la Casa del Pumarejo, una casa de vecinos que fue comprada por una cadena de hoteles, pero donde la resistencia organizada consiguió forzar la expropiación del edificio por el ayuntamiento. En esta misma ciudad también resulta paradigmático el caso de San Bernardo, donde un grupo de inquilinos mayores que sobrevivía en edificios deteriorados recibía presiones para que los abandonara.
En Granada existieron protestas vecinales, como las ligadas a la Casa del Aire o a la Casa Cuna del barrio de El Albaicín que, además de visibilizar la protesta. Las redes sociales facilitaron la difusión de las protestas.
En México las resistencias vecinales a los procesos de gentrificación se han intensificado desde las obras en Avenida Paseo de la Reforma en 2008, donde habitantes de colonias aledañas destacan el aumento de desplazamientos directos de residentes y comerciantes, además del aumento en las presiones por parte de agentes inmobiliarios para hacer que los habitantes de esas colonias desalojen sus hogares, con el objetivo de derrumbarlas y construir nuevas viviendas en altura. En el periodo comprendido entre 1992 y 2013 este proceso de desplazamiento poblacional ha sido constituido en la edificación de 8 millones de metros cuadrados de espacios para oficinas en la Ciudad de México, de las cuales el 47.9% se concentraron en Paseo de la Reforma, Insurgentes, Santa Fe y Nuevo Polanco.

## En televisión
La serie surcoreana de televisión titulada Vincenzo (Hangul: 빈센조; RR: Binsenjo) emitida por Netflix en el año 2021, aborda en su temática un ejemplo del proceso de gentrificación que ocurre en las zonas urbanas de Seúl, Corea del Sur.